# Какаду инка
Какаду инка (лат. Cacatua leadbeateri) — вид птиц семейства какаду. Некоторые систематики относят вид к роду какаду (Cacatua). Видовое название дано в честь орнитолога Бенджамина Лидбитера.

## Внешний вид
Длина тела 35—40 см, масса самца 300—425 гр, самки — 375—435 г. Очень изящные, необычайно красивые попугаи. Оперение их розовато-белого цвета. Крылья белые, брюшко, грудка, шея и щёки розовато-красные. У основания клюва имеется узкая красная полоска. Длина перьев хохла достигает 18 см. Передние перья хохла белые, внутренние ярко-красные с жёлтыми участками в нижней их части, а верхние их окончания — белые. Окраска самцов и самок одинакова. Радужка у самца тёмно-коричневая, почти чёрная, у самки красно-коричневая.

## Распространение
Обитает на западе и юге Австралии.

## Образ жизни
Населяют редколесья, в большинстве случаев живёт в местностях с очень засушливым климатом, недалеко от водоёмов. Предпочитают эвкалиптовые леса, кустарниковые местности, низкорослые австралийские эвкалипты и прилегающие обрабатываемые земли. Густые леса им не подходят. Держатся парами и небольшими стаями. Питаются семенами деревьев (акация, эвкалипт, сосновые шишки), кустарников и трав, орехами (пекан, миндаль), плодами (дикие фиги и дыни), ягодами, корешками, личинками насекомых, зерном (пшеница, кукуруза), цветами. В поисках корма могут мигрировать на большие расстояния. Большую часть дня проводят в поисках корма (на земле или деревьях). Наиболее активны рано утром и поздно днём. Пьют воду два раза в день: утром и вечером (перед закатом). В жаркое время суток отдыхают в кроне высоких деревьев. Летают плохо, избегают летать через открытые пространства. При обилии корма и воды ведут оседлый образ жизни. Наносят ущерб зерновым культурам (пшеница, миндаль). Когда попугай встревожен, он громко визжит.

## Размножение
Пара формируется на всю жизнь. У каждой пары есть собственная территория (около 500 гектаров), которую птицы ревностно защищают. Гнездятся в полых старых деревьях (эвкалипт, красный каучук, кипарис), на высоте 3—9 м. Дно выстилают ветками и корой. В кладке 4 яйца. Насиживание длится 23—25 дней. Яйца высиживают оба родителя: самка ночью, а самец днём. В случае гибели кладки гнездится только в следующем году. Молодые покидают гнездо на 3-й месяц, но ещё несколько недель родители их опекают.

## Угрозы и охрана
Редкий вид, в некоторых местах вытеснен розовым какаду (Eolophus roseicapillus). Популяции уменьшились и из-за расчисток традиционных мест обитания под сельскохозяйственные нужды. Находится под защитой во всех штатах.

## Содержание
В настоящее время эти попугаи в домашнем содержании редки. В Европу их не завозят, а выведенных любителями птенцов очень мало. Отлов и продажа этого попугая запрещена. В самой Австралии его содержат только с разрешения властей. Продолжительность жизни от 40 до 80 лет.

## Классификация
Вид включает в себя 2 подвида, различающиеся интенсивностью окраски розового оперения на брюшке и груди:
- Lophocroa leadbeateri leadbeateri (Vigors, 1831) — номинативный подвид. Длина тела около 38 см. Распространён в восточной части ареала.
- Lophocroa leadbeateri mollis (Mathews, 1912) — отличается от номинативного подвида меньшими размерами, более тёмным красным цветом на хохолке; жёлтая полоска почти отсутствует или очень тоненькая. Распространён в центральной и западной Австралии.